# フリーステイト・チーターズ
フリーステイト・チーターズ（英: Free State Cheetahs）は、南アフリカ共和国のフリーステイト州ブルームフォンテーンを拠点とするラグビーユニオンチーム。カリーカップに所属。

## 概要
南アフリカに14あるラグビーユニオン地域協会の1つ、フリーステイト（Free State）協会の代表チーム。旧オレンジ自由州における最古のチーム。
フリーステイト協会はフリーステイト州西部地域を管轄している。スーパーラグビーやプロ14などの国際大会に参戦しているチーターズの母体でもある。

## 歴史
1895年、当時のオレンジ自由国にオレンジ・フリーステイト（オレンジ自由国協会）として創設。
1975年から1978年にかけて4年連続でカリーカップのプレーオフ決勝進出。1976年には初優勝を遂げた。
1995年、スーパーラグビーの前身大会となるスーパー10に出場。
1996年、オレンジ自由州がフリーステイト州に変更されたことを受け、フリーステイト（フリーステイト協会）に改称。
同年、ラグビーユニオンのプロ化に伴い、オーストラリア・ニュージーランドを中心とした国際リーグ「スーパーラグビー（当初はスーパー12）」が開幕。南アフリカでは、当初はカリーカップの上位4チームがスーパー12に出場する方式を採用しており、フリーステイトは1997シーズンの出場権を獲得した。1998シーズン以降はフランチャイズ制が導入され、別働チームのチーターズがスーパーラグビーなどの国際大会に参加するようになった。
1997年、フリーステイト・チーターズに改称。
2005シーズンから2007シーズンにかけてカリーカップ3連覇を達成。

## タイトル
2022年7月現在
- カリーカップ
  - 優勝 6回：1976, 2005, 2006[注 7], 2007, 2016, 2019
- ボーダコムカップ[注 8]
  - 優勝 1回：2000

## スコッド
2022シーズンのスコッド（2022年1月現在）
- ヨハネス・クッツェー
- コンラード・ファンフィーレン
- ルイス・ファンデルウェストヘーゼン
- リニーア・ベルナルド
- ルアン・ピナール
- フランソワ・ステイン
- ロスコー・スペックマン

## 歴代所属選手
- セシル・アフリカ
- リニーア・ベルナルド
- ヴィリー・ブリッツ
- ハインリッヒ・ブルソー
- リチャード・ストラウス（ アイルランド代表）
- ラウル・ラーソン
- ヨハネス・クッツェー
- ルイス・コンラディー
- ルーベン・デ・ハース（ アメリカ代表）
- ルード・デヤハー
- ジャン・ドロースト
- クリス・ドライ
- ビスマルク・デュプレッシー
- ヤニー・デュプレッシー
- ルイ・フーシェ
- レニエル・ヒューゴ
- レネヴェ・ダメンズ
- ベンハード・ヤンセ・ヴァン・レンスバーグ
- ジョン＝ロイ・ジェンキンソン
- ゲリー・ラブスカフニ
- ピーター・ラピース・ラブスカフニ（ 日本代表）
- マカゾレ・マピンピ
- ライオネル・マプー
- ニール・マレー
- ティアン・メイヤー
- WP・ネル（ スコットランド代表）
- トレヴァー・ニャカニ
- コーニー・ウーストハイゼン
- ルディ・ペイジ
- オックス・ンチェ
- ルアン・ピナール
- ジャック・ポトヒエッター
- ニール・パウエル（ 7人制南アフリカ代表）
- ポール・スクーマン
- フィリップ・スナイマン
- ロスコー・スペックマン
- ウォルト・スティーンカンプ
- フランソワ・ステイン
- アドリアン・ストラウス
- 高橋洋丞
- 竹田宜純
- フィリップ・ヴァン・ダー・ウォルト
- ルイス・ファンデルウェストヘーゼン
- トルステン・ファンヤースフェルト
- コンラード・ファンフィーレン
- コンラッド・バンワイク
- ヤスパー・ヴィーセ
- ヘンカス・ファン・ヴィック
- AJ・フェンター
- ヘンコ・フェンター
- ドウェイン・フェルミューレン
- リアン・フィルヨーン
- カール・ウェグナー
- フレッド・ゼイリンガ
- オッキー・バーナード